# Симаков, Иван Николаевич
Симаков, Иван Николаевич (7 апреля 1906, Шишкино — 26 июля 1953, Москва) — майор Советской армии участник Великой Отечественной войны, Герой Советского Союза.

## Биография
Родился 7 апреля 1906 года в деревне Шишкино (ныне Кашинский район, Тверская область) в рабочей семье.
В РККА с 1928 года. В 1929 году вступает в ряды ВКП(б). Окончил школу военных лётчиков, работал в гражданском воздушном флоте.
В боях Великой Отечественной войны с 1941 года. Служил пилотом Московской авиагруппы особого назначения. С 1942 года — лётчик 455-го авиационного полка дальнего действия (8-й авиационный корпус дальнего действия), в совершенстве управлял самолётом Ил-4. По данным на октябрь 1943 года совершил 178 боевых вылетов.
Указом Президиума Верховного Совета СССР от 13 марта 1944 года за образцовое выполнение боевых задач, поставленных командованием и проявленные при этом мужество и героизм Ивану Симакову присвоено звание Героя Советского Союза.
В 1946 году Симаков ушёл в запас в звании майора. Работал старшим диспетчером в аэропорту «Внуково».
Умер Иван Николаевич 26 июля 1953 года. Похоронен на Ваганьковском кладбище (26 уч.).